# Attila (ópera)
Attila es una ópera en un prólogo y tres actos con música de Giuseppe Verdi y libreto de Temistocle Solera, basado en la obra de teatro Attila, König der Hunnen de Zacharias Werner. Fue estrenada el 17 de marzo de 1846 en el Teatro La Fenice de Venecia. 

## Historia
Se trata de una ópera escrita en la época verdiana “de galeras”, urgente, rápida, juvenil. Es una de las caracterizadas por tintes patrióticos y que dieron fama a Verdi como compositor político. Pero aparte del tema patriótico, los personajes tienen perfiles psicológicos interesantes, como el propio Atila, que es mucho más que un villano al uso. 
Se estrenó en Venecia el 17 de marzo de 1846. Cantaron en esta ocasión:
Atila, bajo Ignacio Marini.
Aecio, barítono Natale Costantini.
Odabella, soprano Sofía Loewe.
Foresto, tenor Carlo Guasco.
Uldino, tenor Ettore Profili.
León, bajo Giuseppe Romanelli.
Esta ópera se representa poco; en las estadísticas de Operabase Archivado el 14 de mayo de 2017 en Wayback Machine. aparece la n.º 136 de las óperas representadas en 2005-2010, siendo la 46.ª en Italia y la decimoquinta de Verdi, con 23 representaciones en el período.

## Argumento
La historia tiene lugar en Italia en el año 425: durante el prólogo en Aquilea y la Laguna Adriática; durante los tres actos siguientes, en Roma. 

### Prólogo
Atila, rey de los hunos, ha invadido Italia. Ha conquistado la ciudad de Aquilea y matado a su señor. La hija de este, Odabella, se encuentra entre los prisioneros, y ha jurado vengar a su padre matando al conquistador (“Santo di patria indefinito amor”). Su carácter fuerte ha atraído a Atila, quien la pretende, aceptándolo ella. 
El general romano Aecio sabe que el emperador es débil y quiere, al menos, salvar Italia. Le propone a Atila que se retire de Italia en un famoso pasaje de la ópera: “Avrai tu l’universo, resta l’Italia a me” (“Quédate con todo el Universo, pero déjame Italia a mí”). Atila lo rechaza con desdén.

### Acto I
Odabella recuerda a la imagen paterna (“Oh! nel fuggente nuvolo”), y corre al encuentro de Foresto, su amado, un noble de Aquilea, que cree que Odabella se ha pasado al enemigo. Ella le cuenta sus planes de venganza. 
Atila ha soñado que un anciano le impedía conquistar Roma, diciéndole “Tú eres el azote de la humanidad, pero estos son los dominios de Dios”. Cuando avanza sobre Roma, le sale al paso el Papa León I, en quien Atila reconoce al hombre de su sueño, y el Papa le dirige esas palabras, por lo que renuncia a tomar la ciudad y firma una tregua con los romanos.

### Acto II
Se celebra un banquete en honor de Aecio. Odabella advierte a Atila de que existe una conjura para envenenarlo, y lo hace porque quiere matarlo ella misma. Foresto confiesa y Atila lo perdona, y, conmovido por el gesto de Odabella, le propone matrimonio. 
Aecio y Atila llegan a un pacto, el rey de los hunos jura que no conquistará Roma (“O sposa, t’allieta”). 

### Acto III
Se reúnen Aecio, Odabella y Foresto. Atila los descubre y comprende que quieren matarlo. Les recuerda sus actos de generosidad: a Aecio la paz que han firmado, a Foresto que le había perdonado, y a Odabella, que quería desposarla. Sin embargo, ella lo mata. Los romanos y los bárbaros se enfrentan.

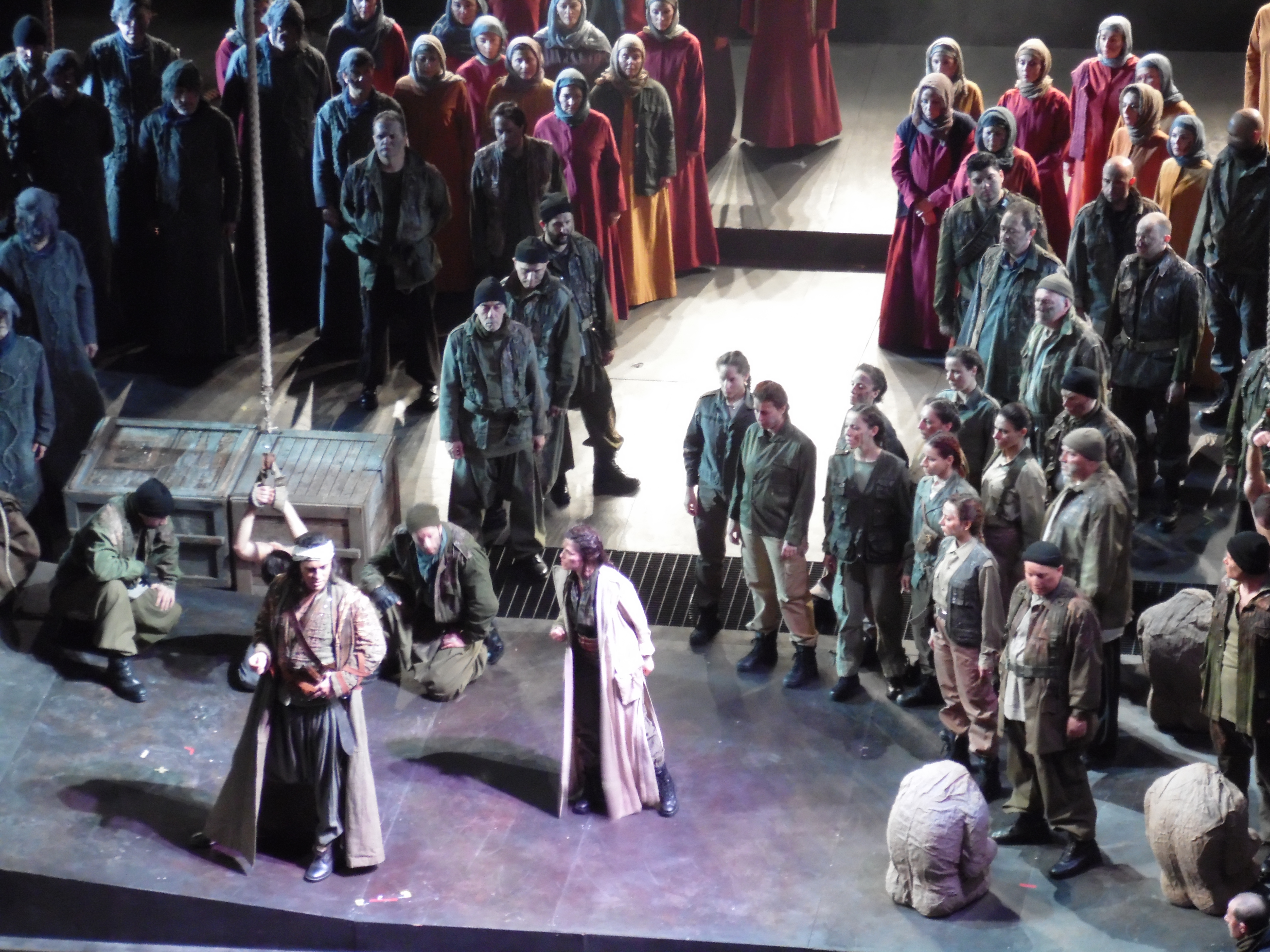
Verdi: Attila. Teatro Massimo, Palermo 2016

## Discografía
- Riccardo Muti, con Ruggero Raimondi, Antonietta Stella, Gian Giacomo Guelfi, Gianfranco Cecchele, RAI de Roma (concierto público, Memories, 1970).
- Lamberto Gardelli, con Ruggero Raimondi, Cristina Deutekom, Sherrill Milnes, Carlo Bergonzi, Royal Philharmonic Orchestra, Ambrosian Opera Chorus (Philips, 1973).
- Lamberto Gardelli, con Evgeni Nesterenko, Sylvia Sass, Lajos Miller, Janos B. Nagy, Orquesta Estatal de Hungría, Coro de la Radio televisión húngara (Hungaroton, 1987).
- Riccardo Muti, con Samuel Ramey, Cheryl Studer, Giorgio Zancanaro, Neil Shicoff, Orquesta y coro del Teatro alla Scala (EMI, 1989).